# 北島 (紐西蘭)
北岛（英語：North Island）与南岛组成新西兰的主体，是世界第十四大岛屿。
- 面積：113,729 km²
- 人口：3,596,200 (June 2016)

76%的新西兰人口居住于北岛，而其中大半则居住在最大的城市奥克兰，及首都惠灵顿。北岛亦是著名的旅游胜地，著名的旅游胜地包括島灣，陶波湖和羅托魯瓦等等。
毛利人传说北岛和南岛来自于一位叫毛伊的先祖和他弟弟在海上钓鱼的故事。 南岛为毛伊当时所乘坐的船只，北岛则是毛伊钓上的大鱼，毛利语对北岛的名称Te-Ika-a-Maui（毛伊的鱼）则由此而来。

## 主要城鎮
- 奥克兰
- 劍橋
- 科羅曼德
- 福斯頓
- 吉斯本
- 漢米爾頓
- 哈斯丁斯
- 納皮爾
- 新普利茅斯
- 北帕默斯頓
- 羅托魯瓦
- 陶波
- 陶蘭加
- 惠灵顿

## 地理特點
- 雷因格角
- 島灣
- 庫克海峽
- 陶波湖
- 艾格蒙特山國家公園
- 東格里羅國家公園
- 懷卡托河
- 懷波瓦考里松林
- 懷托摩螢火蟲洞
- 塔乌玛塔